# Diferente (película)
Diferente es un largometraje musical de género dramático, frecuentemente calificado de kitsch, rodado en España en 1961 por Luis María Delgado y estrenada al año siguiente y protagonizado por el bailarín argentino Alfredo Alaria. Con música compuesta por Adolfo Waitzman, integran su elenco algunos de los principales actores y actrices de la época como Julia Gutiérrez Caba, Jesús Puente, Gracita Morales o Agustín González.
Destaca por ser una de las primeras películas que, sin ser censurada, muestran de manera explícita códigos simbólicos de la cultura homosexual en el cine español. La explicación más aceptada, aportada por el director, es que ni la junta censora ni las reseñas de prensa (a excepción del crítico del diario Ya, que la describió como «una película sobre la desviación amorosa contra natura»), se percataron de que la película trata sobre la temática homosexual.

## Sinopsis
Alfredo (Alfredo Alaria) es el hijo hedonista de una familia acaudalada y burguesa. Apasionado del teatro y del baile rechaza de plano todos los valores que su familia le intenta inculcar. Solo busca expresarse a través de la música, la danza y disfrutar de la vida con sus amigos. De actitud excéntrica y despreocupada, en la vida del protagonista se mezclan los artistas, las "malas compañías" y la gente de la farándula.
Preocupados por el tipo de vida que lleva Alfredo, su hermano menor Manuel (Manuel Barrio), un joven muy centrado y maduro, y el padre de ambos (Manuel Monroy), planean cambiar su ritmo de vida libertino. En un primer momento Alfredo intenta agradar a su familia. Intentando encajar acepta un trabajo en la empresa familiar que se dedica a la promoción inmobiliaria. Pero, al poco tiempo, se percata de que no es lo suyo. Su mismo hermano lo tachará de inútil y de afeminado.
Dándolo por imposible la familia se resigna y, tras el fallecimiento del padre, abandonan al protagonista para que prosiga con su solitaria vida bohemia.

## Reparto
- Alfredo Alaria - Alfredo
- Manuel Monroy - Padre de Alfredo
- Sandra Le Brocq - Sandra
- Manuel Barrio - Manuel, hermano de Alfredo
- Julia Gutiérrez Caba -  Beatriz
- Jovita Luna - Bailarina
- Inés Marco - Bailarina
- Luis Piloni - Luis
- Mara Laso - Mujer del obrero
- Gracita Morales - Chica con el helado
- Jesús Puente - Invitado de Navidad
- Agustín González - Invitado de Navidad

## Producción
El bailarín Alfredo Alaria tuvo una participación capital en el proyecto: preparó el guion, diseñó el vestuario, dirigió las coreografías e intervino en la dirección de la película tomando como referencia un espectáculo musical que había producido anteriormente titulado De Las Vegas a España. Varios números musicales que se encuentran en la película son los mismos que se ejecutaron en su versión teatral. Aunque inicialmente se iba a titular «Ellos son diferentes» el 12 de diciembre de 1961 se propuso el definitivo «Diferente».
Para poder realizar la película Alaria reclutó a Luis María Delgado como director y realizador de los números musicales. Tomando como base de guion una trama "ligera", Alaria y Delgado mostraron entre líneas pero con mucha claridad un discurso homosexual tomando como excusa la coartada del espectáculo y la excentricidad del protagonista. Resulta evidente que el protagonista es un personaje homosexual, algo que se ve reforzado en la trama de la película cuando rechaza las pretensiones amorosas de Sandra (Sandra Le Brocq) o las insinuaciones de la esposa de uno de los trabajadores de la empresa familiar.
Su director Luis María Delgado declaró en una entrevista a Televisión Española:

«La película se pasó a la censura y no nos quitaron ni un fotograma, ni un fotograma. El primero que salió fue el padre Benito y dijo: "Es la primera película artística que he visto en mi vida". No nos cortaron nada.»
Luis María Delgado, director

Algunas secuencias tienen claras connotaciones homosexuales y han pasado a la historia del cine homosexual realizado en España. En el inicio de la película, durante los títulos de crédito, aparece la biblioteca del protagonista destacándose libros de Federico García Lorca, Sigmund Freud, Oscar Wilde y Marcel Proust. Más adelante un plano muestra en travelling la bragueta del protagonista mientras camina. En la escena más icónica de la película Alfredo, en un primer plano que se acerca al rostro paulatinamente, se queda admirando los musculosos brazos de un obrero de la construcción que, sirviéndose de un martillo neumático, perfora un trozo de hormigón.
Filmada en Eastmancolor, la película reprodujo colores muy vivos en sus números musicales con una exagerada estética «camp». Utilizó movimientos de cámara novedosos y un montaje original. La Junta de Clasificación y Censura autorizó su estreno en 1962. Alberto Reig, miembro de la Junta de Clasificación y Censura, Rama de Clasificación, reunida el 23 de febrero de 1962 (Expediente 23.805) escribió en su informe: 

«Como ballet es realmente espléndido puesto que además el nexo o motivación está magistralmente concebido. Magnífica fotografía en color así como lo realización en su conjunto y elementos puestos en juego. En cuanto a lo de «diferente» eso es otro asunto!»
Alberto Reig, censor cinematográfico

## Premios
Medallas del Círculo de Escritores Cinematográficos
| Año  | Categoría    | Candidato       | Resultado |
| ---- | ------------ | --------------- | --------- |
| 1962 | Mejor música | Adolfo Waitzman | Ganador   |